# مستر بورتر
مستر بورتر (بالإنجليزية: Mr. Porter)‏ هو موسيقي ومغني ومنتج أسطوانات وكاتب أغاني أمريكي، ولد في 7 ديسمبر 1978 في ديترويت في الولايات المتحدة.

## وصلات خارجية
- الموقع الرسمي
- مستر بورتر على موقع IMDb (الإنجليزية)
- مستر بورتر على موقع ميوزك برينز (الإنجليزية)
- مستر بورتر على موقع إن إن دي بي (الإنجليزية)
- مستر بورتر على موقع أول ميوزيك (الإنجليزية)
- مستر بورتر على موقع أول ميوزيك (الإنجليزية)
- مستر بورتر على موقع ديسكوغز (الإنجليزية)
- مستر بورتر على موقع ديسكوغز (الإنجليزية)
- مستر بورتر على موقع ديسكوغز (الإنجليزية)